# Plexippica
Plexippica é um gênero de mariposa pertencente à família Acrolepiidae.